# Milton K. Ozaki
Pour les articles homonymes, voir Ozaki (homonymie).
Milton K. Ozaki, né le 14 juin 1913 à Racine dans le Wisconsin et mort 7 novembre 1989 à Sparks dans le Nevada, est écrivain américain de roman policier. Il écrit sous son nom et sous le pseudonyme de Robert O. Saber.

## Biographie
Né d’un père japonais et d’une mère américaine, Milton K Ozaki est, successivement, journaliste à Chicago, artiste, avocat fiscaliste et exploitant d’un salon de beauté.
Il se tourne vers l'écriture après la Seconde Guerre mondiale. Il est considéré comme l'un des premiers écrivains américains de littérature policière d'origine japonaise. Sous son nom, il écrit dix romans et quinze sous son pseudonyme.
Il crée plusieurs personnages tous détective privé ou lieutenant de police, Carl Good, Max Keene, Robert Fury… Fait étonnant, dans la traduction française, Carl Good devient Carl Lebon !

### Signé Milton K. Ozaki
- The Cuckoo Clock, 1946, réédité Too Many Women, 1950
- De l’eau dans le gaz, (A Friend in Need, 1947), « Soir-Police », 1950
- The Dummy Murder Case, 1951
- The Deadly Pick-Up, 1952
- Dressed to Kill, 1954
- Maid for Murder, 1955
- Never Say Die, 1956
- La Nuit du 25, (Case of Deadly Kiss, 1957), Feux rouges no 6, 1958
- Case of the Cop’s Wife, 1958
- La Biche émissaire, (Inquest, 1960), Un Mystère no 601

### Signé Robert O. Saber
- The Black Dark Murders, 1949
- The Affair of the Frigid Blonde, 1950
- Le Coup du colibri, (The Dove, 1951), Série noire no 139, 1952
- De si belles mortes !, (The Deadly Lover, 1951), « Le Fantôme » no 18, 1954
- The Scented Flesh, 1951
- City of Sin, 1952
- Murder Doll, 1952
- Impossible de s’en sortir, (No Way Out, 1952), « Le Fantôme » no 7, 1953
- Chicago Woman, 1953
- Too Young to Die, 1954
- Au pied levé, (Delivered in Violence, 1955), Série noire no 425, 1957
- Sucker Bait, 1955
- A Dame Called Murder, 1955
- Le Tango des alambics, (A Time for Murder, 1956), Série noire no 339, 1956
- La Veuve minute, (She Woke Up Scream, 1956), Série noire no 404, 1957 (Dans l’édition française le titre original indiqué est  She Woke Up Screaming)